# تونج داوي
تونج داوي (بالصينية: 佟大为) هو مغني وممثل صيني، ولد في 3 فبراير 1979 في الصين.

## أعمال

### أفلام
- (2011) زهور الحرب

## وصلات خارجية
- تونج داوي على موقع IMDb (الإنجليزية)
- تونج داوي على موقع قاعدة بيانات الأفلام العربية
- تونج داوي على موقع ألو سيني (الفرنسية)
- تونج داوي على موقع ميوزك برينز (الإنجليزية)
- تونج داوي على موقع أول موفي (الإنجليزية)
- تونج داوي على موقع قاعدة بيانات الفيلم (الإنجليزية)
- تونج داوي على موقع كينوبويسك (الروسية)